# 五十嵐敬止
五十嵐 敬止（いがらし けいし、1860年4月15日（万延元年3月25日）- 1931年（昭和6年）6月9日）は、明治時代前期の政治家、銀行家。貴族院多額納税者議員、衆議院議員。

## 経歴
多古藩の代官・五十嵐敬慎の六男として下総国香取郡多古村（現在の千葉県香取郡多古町）に生まれる。21歳の時に渡米し、帰郷後は養鶏業を営む。1884年（明治17年）以降、多古村学務委員、同戸長を歴任する。その後、千葉県多額納税者として貴族院議員に2度互選され、1890年（明治23年）9月29日から1897年（明治30年）9月28日および1904年（明治37年）9月29日から1911年（明治44年）5月24日まで在任した。この間、1897年（明治30年）より千葉県農工銀行頭取のほか日本勧業銀行創立委員、同監査役、同理事兼債券部長を務めた。
ついで1911年5月の第10回衆議院議員総選挙では立憲政友会所属で出馬し、東条良平の死去に伴い補欠当選し1期務めた。

## 親族
- 養女：いち（大蔵官僚・添田壽一の長女）[11]